# Ron Jackson (cầu thủ bóng đá)
Ronald Jackson (15 tháng 10 năm 1919 - 28 tháng 2 năm 1980) là một cầu thủ bóng đá người Anh, thi đấu ở vị trí hậu vệ biên. Ông có hơn 250 lần ra sân ở English Football League, cho các đội bóng Wrexham và Leicester City.